# Edward Bridges, 1. Baron Bridges
Edward Ettingdene Bridges, 1. Baron Bridges KG, GCB, GCVO, PC, MC (* 4. August 1892 in Yattendon, West Berkshire; † 27. August 1969 in Winterfold Heath, Surrey) war ein britischer Politiker und Staatsbeamter.

## Leben und Karriere
Bridges war der Sohn von Robert Bridges und Mary Monica Waterhouse, Tochter des Architekten Alfred Waterhouse. Er besuchte das Eton College und studierte dann am Magdalen College der University of Oxford. Bridges kämpfte im Ersten Weltkrieg bei der Oxfordshire and Buckinghamshire Light Infantry, erreichte dort den Rang eines Captain und wurde mit dem Military Cross ausgezeichnet.
Später trat er in den Staatsdienst ein und wurde 1938 zum Kabinettssekretär ernannt, als Nachfolger von Sir Maurice Hankey. Bridges hielt dieses Amt bis 1946, dann wurde er beamteter Staatssekretär im Finanzministerium (Permanent Secretary to the Treasury), bis er 1956 in den Ruhestand trat. 1953 wurde er Privy Counsellor und 1957 zum Peer als Baron Bridges, of Headley in the County of Surrey and of Saint Nicholas at Wade in the County of Kent ernannt. 1965 wurde er außerdem Ritter des Hosenbandordens.
Nachdem er in den Ruhestand trat, wurde er Kanzler der University of Reading. 
Er erhielt Ehrentitel von verschiedenen Universitäten und wurde zum Mitglied der Royal Society ernannt. 
Sein Titelerbe war sein ältester Sohn Thomas Bridges, 2. Baron Bridges, ein prominenter Diplomat.

## Familie
Bridges heiratete Katharine Dianthe Farrer, die Tochter von Thomas Farrer, 2. Baron Farrer am 6. Juni 1922. Sie hatten vier Kinder; zwei Söhne und zwei Töchter:
- Hon. Shirley Frances Bridges (* 1924)
- Thomas Edward Bridges, 2. Baron Bridges (1927–2017), Diplomat
- Hon. Robert Bridges (* 1930), Architekt
- Hon. Margaret Evelyn Bridges (* 1932), Historikerin

## Veröffentlichungen
- The State and the Arts, Romanes Lecture for 1958, Oxford, and The Treasury (Oxford University Press, 1964).